# Nichelino
Nichelino – miejscowość i gmina we Włoszech, w regionie Piemont, w prowincji Turyn.
Według danych na rok 2004 gminę zamieszkiwało 46 858 osób, 2342,9 os./km².

## Bibliografia

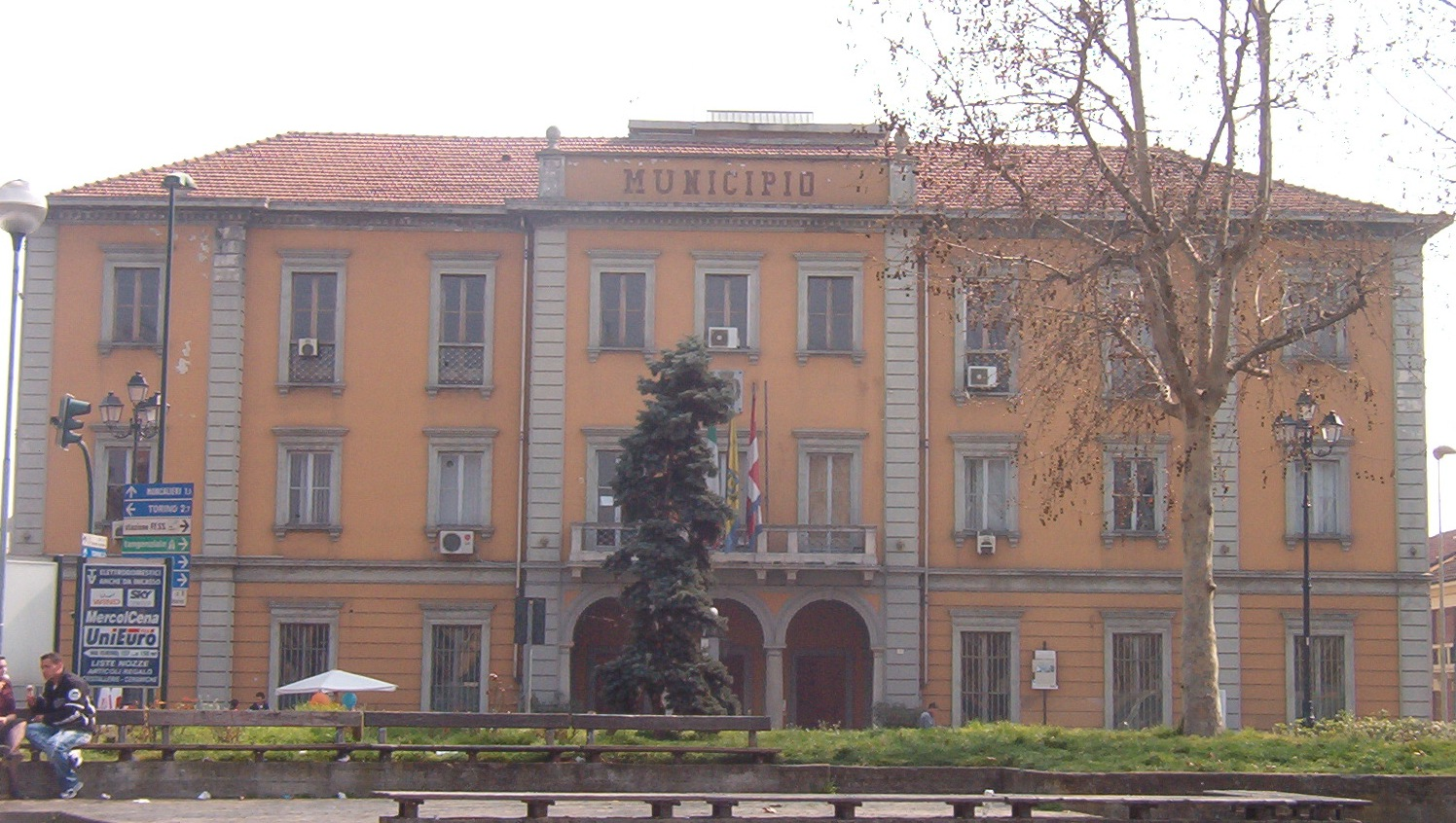
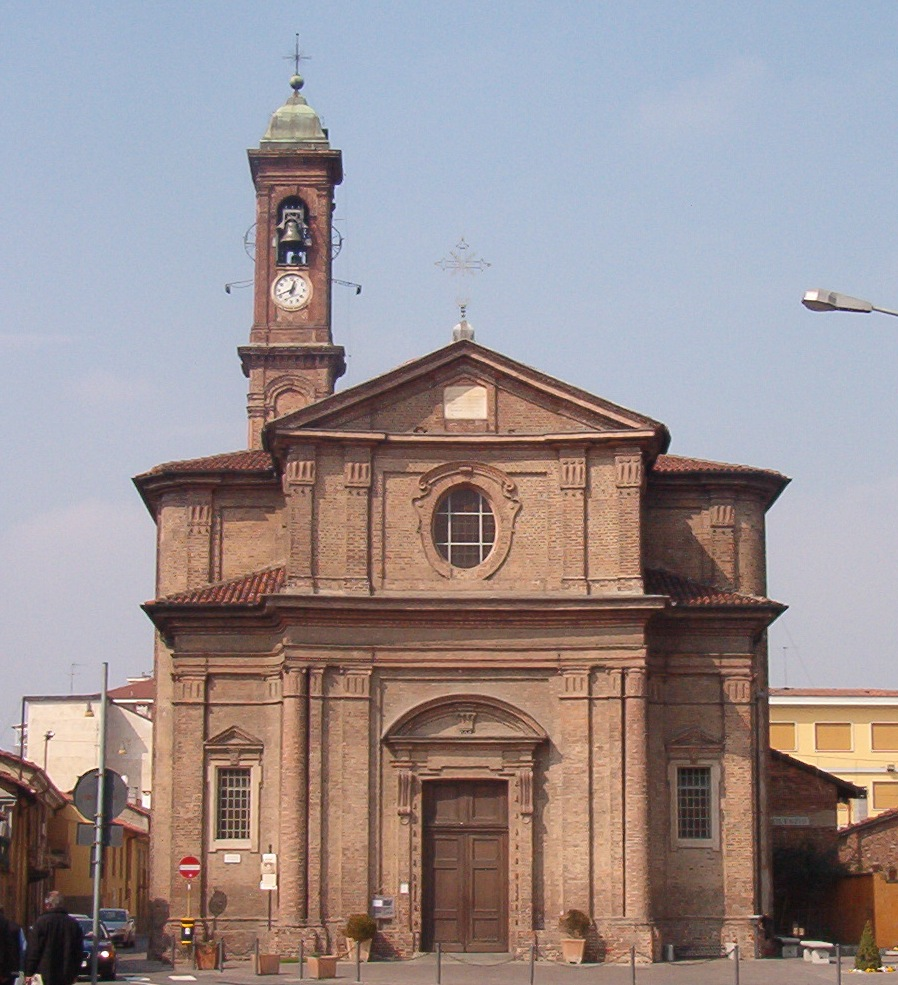

## Miasta partnerskie
- Caluire-et-Cuire
- Victoria